# 豊田市立美里中学校
豊田市立美里中学校（とよたしりつ みさとちゅうがっこう）は、愛知県豊田市美里四丁目にある公立中学校。

## 沿革
- 1977年（昭和52年） - 豊田市立高橋中学校と分離し開校。
- 1984年（昭和59年） - 豊田市立益富中学校と分離。

## 通学区域
以下の小学校区。
- 豊田市立野見小学校
- 豊田市立東山小学校
- 豊田市立広川台小学校

## 周辺
- 豊田スタジアム
- 愛知県立豊田東高等学校
- 豊田市立益富中学校
- 豊田市立野見小学校
- 豊田市立東山小学校
- 豊田市立広川台小学校
- 国道301号
- 愛知県道340号細川豊田線

## 著名な出身者
- 中元大介（声優）
- 村上真由美（元ソフトボール選手）
- ふくまる★FUKUMARU　(YouTuber)